# Cantone di Grands Lacs
Il Cantone di Grands Lacs è una divisione amministrativa dell'Arrondissement di Mont-de-Marsan.
È stato costituito a seguito della riforma approvata con decreto del 18 febbraio 2014, che ha avuto attuazione dopo le elezioni dipartimentali del 2015.

## Composizione
Comprende i 13 comuni di:
- Belhade
- Biscarrosse
- Gastes
- Liposthey
- Lüe
- Mano
- Moustey
- Parentis-en-Born
- Pissos
- Sainte-Eulalie-en-Born
- Sanguinet
- Saugnacq-et-Muret
- Ychoux